# 和尚原之戰
和尚原之戰，發生於南宋紹興元年（金天會九年，1131年），宋軍在和尚原（今陝西寶雞西南）擊敗金軍的一次著名戰鬥。
南宋紹興元年（1131年），宋將忠州防禦使吳玠、阁门宣赞舍人吳璘兄弟據四川，建炎三年（1129年）高宗授命張浚擔任川陝宣撫處置使。建炎四年（1130年），金軍戰線過長，進攻江南受挫，遂企圖入陝川，迂迴消滅南宋。九月，宋、金在富平（今陝西富平北）展開激戰，宋軍雖數倍於敵，卻因指揮不力，宋軍大敗，撤退到興州（今陝西略陽）、和尚原（今陝西寶雞西南）、大散關（今陝西大散關）及階州（今甘肅武都）、成州（今甘肅成縣）等地，金軍進逼四川，和尚原成為金軍入川的關鍵點。
吳玠、吳璘兄弟奉張浚之命，收集散兵數千，退守控扼蜀道的要隘和尚原，有人勸吳玠移屯漢中，吳認為：“我保此，敵決不敢越我而進！堅壁臨之，彼懼吾躡其後，是所以保蜀也。”決心憑險據守。紹興元年三月，金將沒立首攻受挫，五月出鳳翔（今陝西寶雞），又與烏魯、折合二將分兵並進，出大散關，屯兵北上，企圖夾擊和尚原。初八，烏魯、折合率軍先至和尚原北，但和尚原一帶路多窄隘，怪石壁立，金軍的騎兵至此寸步難行，進入路狹多石的山谷下馬步行時，吳玠揮兵奮戰，金軍敗，退到黃牛一帶，遇大風雨，士氣大減。三日後，沒立攻箭筈關（今陝西千陽南），企圖南下接應烏魯、折合，又被吳玠部將中州防禦使楊政所擊退。
十月初九，完顏宗弼集兵數萬，架設浮橋，過渭水，自寶雞連營30里，企圖打入川關口。宋軍依託險隘堅壘，以勁弓強弩輪番發射，密如雨注，號為“駐隊矢”，打退了金軍多次猛攻，此時吳玠派遣奇軍從兩旁襲擊，斷其糧道，並在神坌一地設伏。經過三日激戰，金軍兵疲糧匱而退，遭宋軍伏擊大潰，宗弼身中兩箭，狼狽而逃，金將士死傷甚眾，包含宗弼女婿、侄子在內共被俘千餘人，繳獲器甲數以萬計。隨後金軍在進攻饒鳳關、仙人關等地，又敗，退回鳳翔，金兵不得不暫緩攻入四川。